# Koziary (Rokitki)
Koziary – osada kociewska w Polsce położona w województwie pomorskim, w powiecie tczewskim, w gminie Tczew.
W latach 1975–1998 miejscowość administracyjnie należała do województwa gdańskiego.
Inne miejscowości o nazwie Koziary: Koziary